# جایزه پولیا
جایزه پولیا (به انگلیسی: Pólya Prize) یک جایزه در زمینه ریاضیات است که به وسیله انجمن ریاضی لندن اهدا میشود. این جایزه به افتخار جورج پولیا که نزدیک ۶۰ سال عضو این انجمن بوده است نامگذاری شده است و پس از مدال دمورگان مهمترین جایزه این نهاد است. این جایزه در سالهایی که عدد آنها به ۳ بخشپذیر نیست داده میشود. از نامدارترین دریافت کنندگان این جایزه میتوان نایگل هیچین و دیوید ریس را برشمرد. 